# Theano (Tochter des Kisseus)

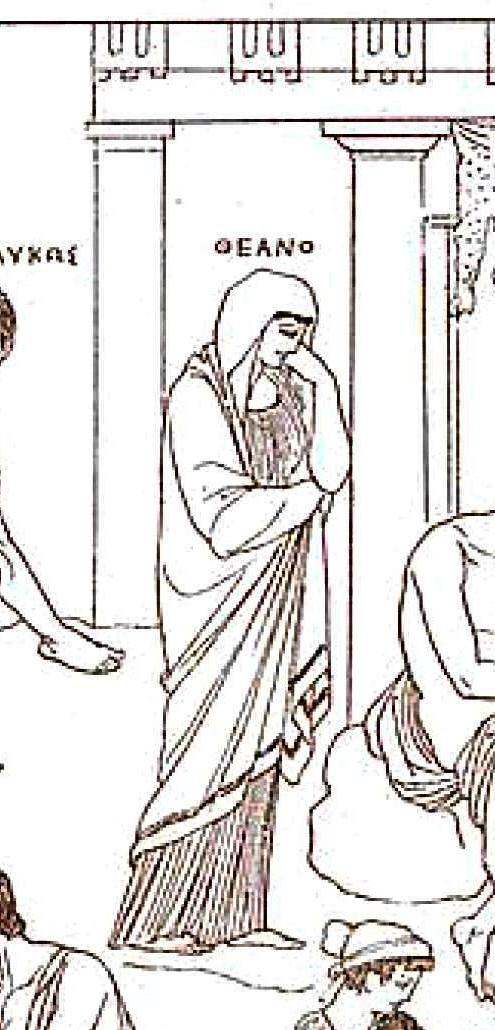

Theano (altgriechisch Θεανώ Theanṓ) ist eine mythologische Figur aus dem Sagenkreis um Troja. Sie war eine trojanische Priesterin der Athene.
Theano ist die Tochter des thrakischen Königs Kisseus und der Tochter des Ilos, Thelekleia. Laut Euripides ist sie zudem Schwester der Hekabe. Sie ist mit Antenor verheiratet und hat mit diesem zahlreiche Kinder, die sogenannten Antenoriden, darunter Agenor, Akamas, Archelochos, Eurymachos, Glaukos und Iphidamas.
Ihr kommt eine spezielle Rolle in der Geschichte des Trojanischen Krieges zu, insbesondere für die Griechen ist sie von besonderer Bedeutung. Als Athenepriesterin empfängt sie vor dem Kriegsausbruch die Gesandtschaft der Griechen, die um die Herausgabe der Helena bittet. Mit Antenor nimmt sie die Gesandten in ihrem Haus auf und schützt sie vor den Mordversuchen der Priamossöhne. Sie bringt der Athene ein wertvolles Gewand der Hekabe zum Opfer und bittet um Verschonung ihrer Stadt. Athene, die auf Seiten der Griechen stand, erhörte ihre Priesterin jedoch nicht. Nach dem Fall Trojas wird ihr Haus von den Griechen verschont. Nach dem Ende des Krieges wandert Theano mit ihrer Familie und Helena je nach Überlieferung nach Kyrene, Illyrien oder in die Po-Ebene aus.
In der antiken Kunst wird Theano nicht oft gezeigt. Ein herausragendes Beispiel für eine Darstellung ist eine bildliche Darstellung in der Lesche der Knidier in Delphi. Darüber hinaus finden sich Darstellungen in der griechischen Vasenmalerei, so auf einer Vase des Onesimos, auf dem Astarita-Krater und mehrfach auf Werken des Eretria-Malers. Zu den sicher oder wahrscheinlich Theano zeigenden Werken gehören:
- attisch-rotfiguriger Kantharos des Eretria-Malers (Museo Ettore Pomarici Santomasi in Gravina in Puglia, Inventarnummer 177009)[9]
- attisch-rotfiguriger Volutenkrater des Peleus-Malers (Museo Archeologico di Santa Scolastica in Bari, Inventarnummer TOMB11)[10]
- attisch-rotfiguriger Kylix des Euphronios und des Onesimos (J. Paul Getty Museum, Malibu, Inventarnummer 121110)[11]
- attisch-rotfiguriger Kelchkrater des Kleophrades-Malers (Kunstmarkt, Basel)[12]
- attisch-rotfiguriger Amphoriskos des Eretria-Malers (Ashmolean Museum, Inventarnummer G303)[13]
- attisch-rotfiguriger Kylix des Eretria-Malers (Museo Nazionale di Spina in Ferrara, Inventarnummer Ferrara)[14]
- attisch-rotfigurige Hydria eines mit Polygnotos vergleichbaren Malers (Archäologisches Nationalmuseum in Athen, Inventarnummer 30116)[15]